# ايه اي دبليو دابل اور ناثينج 2019
دبل اور ناثينج عبارة عن حدث دفع مقابل المشاهدة (PPV) للمصارعة المحترفين الذي تم إنتاجه بواسطة اتحاد اول ايليت ريسلينج (AEW). سيكون هذا الحدث الافتتاحي تحت شعار AEW وسيتم عقده في قاعة ام جي ام ارينا في ضاحية لاس فيجاس في بارادايس ، نيفادا في 25 مايو 2019.

## إنتاج

### خلفية
بعد نجاح حدث أول اين في سبتمبر 2018،  قامت مجموعة تُعرف باسم النخبة (كودي واليانج باكس ‏ وكيني اوميجا)، وهي المنظمين وراء هذا الحدث، باستخدام الاستجابة الإيجابية من عرض All In لمتابعة أحداث أخرى بدعم من أحد رجال الأعمال وهما شهيد خان وتوني خان. في 5 نوفمبر 2018، تم تقديم العديد من العلامات التجارية في مكتب العلامات التجارية جاكسونفيل بولاية فلوريدا، من بينها «أول ايليت ريسلينج (AEW)» و «دبل اور ناثينج»، مما أدى إلى تكهنات بتشكيل اتحاد مصارعة واسم الحدث الأول لذلك الاتحاد. .
في 1 يناير 2019، تم إعلان إنشاء أول ايليت ريسلينج رسميًا، جنبًا إلى جنب مع الإعلان عن الحدث الافتتاحي، دبل اور ناثينج. في 8 فبراير، في رالي لاس فيغاس AEW ، أعلن كبير مسؤولي العلامات التجارية براندي رودز عن توقيع المصارعات اليابانيات أجا كونغ ويوكا ساكازاكي اللتان ستشاركان للمرة الأولى في AEW في عرض دبل اور ناثينج. في 10 فبراير، تم الإعلان عن بيع تذاكر التي طرحت في البداية على الفور تقريبًا. في 13 فبراير، أعلنت AEW أن جميع تذاكر الحدث بيعت في غضون 4 دقائق من اعلان عرض التذاكر للبيع. في أبريل، تم الإعلان عن انضمام جيم روس للتعليق علي الحدث.
| الدور                       | الاسم                         |
| --------------------------- | ----------------------------- |
| المعلقين                    | اليكس مارفيس                  |
| المعلقين                    | اكس كاليبر                    |
| المعلقين                    | جيم روس                       |
| المعلقين                    | اللي (مباراة النساء الرباعية) |
| معلن الحلبة                 | جاستين روبرتس                 |
| الحكام                      | اوبري ادواردز                 |
| الحكام                      | بيرسي ريمسبرج                 |
| الحكام                      | ايرل هبنر                     |
| الحكام                      | بول ترنر                      |
| الحكام                      | ريك نوكس                      |
| مقدمة اللقاءات خلف الكواليس | اليشا اتوت                    |

### سيناريوهات العرض
دبل اور ناثينج مثل اي عرض مصارعة يضم مجموعة مباريات المصارعة المهنية التي تنطوي على مصارعين مختلفين مع مجموعة العداوات المكتوبة مسبقا وسيناريوهات. حيث تظهر المصارعون المكروهين أو المحبوبين أو الشخصيات الأقل تميزًا في الأحداث النصية المكتوبة التي تؤدي إلى التوتر وتتسبب في الإعلان عن مباراة مصارعة أو سلسلة من المباريات.
في المؤتمر الصحفي الافتتاحي لـ AEW في جاكسونفيل، قاطع باك "هانجمان" آدم بيج، مما أدى إلى نزاع بين المصارعين. في المؤتمر الثاني لـ AEW في لاس فيجاس، تم الإعلان رسميًا عن مباراة بين باك وبيج في عرض دبل اور ناثينج.
في المؤتمر الافتتاحي لـ AEW في جاكسونفيل، تم الإعلان عن مباراة تضم فريق سوكال انسينسوريد (كريستوفر دانيلز وفرانكي كازاريان وسكوربيو سكاي) ضد مصارعي اتحاد اورينتال ريسلينج انترتينمينت (OWE) شيما وشريكين من اختياراته في عرض دبل اور ناثينج بعد تحدي الاوائل للاخيرين لمباراة. في 3 مارس، أعلن اتحاد OWE عن بطولة فرق لتحديد شركاء شيما.
في 4 يناير 2018، في اتحاد نيو جابان برو ريسلينج في عرض ريسيل كينجدوم 12 ‏ ، هزم كيني أوميغا كريس جيركو في أول لقاء لهما. في سبتمبر في عرض أول اين، بعد هزيمة اوميجا لـ بينتاجون زيرو ام، تعرض لهجوم من جيركو. في الشهر التالي، شارك الاثنان في مباراة فرق مؤلفة من ستة لاعبين في عرض جيركو للمصارعة روك ان رول ريسلينج ريج ان ذا سي إن، حيث هزم فريق أوميغا فريق جيركو. في يناير 2019، وقع جيركو مع AEW  وبعد أن أعلن أوميغا أنه قد وقع مع الاتحاد في الشهر التالي، دخل كل من جيركو واوميجا في مشاجرات ولكن تم فصلهما عن طريق كودي وكريستوفر دانييلز والأمن. تم إعلان لاحقاً إعادة مباراتهم من عرض ريسل كينجدوم 12 في عرض دبل اور ناثينج.
في المؤتمر الافتتاحي لاتحاد AEW في جاكسونفيل، أعلنت دكتورة بريت بيكر أنها وقعت مع AEW. في الشهر التالي في المؤتمر الثاني لـ AEW في لاس فيجاس، أعلنت براندي رودز أن كايلي راي ونايلا روز قد وقّعوا أيضًا مع الاتحاد. بعد بعض التصريحات من راي، قاطعتها روز ورأيت الاثنان تحدقا ببعض ولكن تم فصلهما قبل حدوث شجار. بعد يوم واحد، تم الإعلان عن مباراة ثلاثية بين بيكر وراي وروز للحدث.
خلال المؤتمر الثاني الخاص AEW في لاس فيجاس أعلن فريق لوتشا بروس. (بينتاجون جونيور وراي فينيكس) أنهما وقعا مع AEW ، عقب الإعلان قاموا بالهجوم على اليانج باكس. في 23 فبراير 2019 في ايه ايه دبليو ريسلينج عرض Art of War ، هاجم اليونج باكس علي فريق لوتشا بروس وجعلوهما يخسرا القاب الفرق. بعد يومين، تم الإعلان عن مباراة بين الفريقين للحدث. في 16 مارس في عرض ملك الملوك 2019 ‏ الخاص باتحاد تربل ايه، هزم فريق يونغ باكس لوتشا بروس للفوز ببطولة AAA للفرق.
في 20 فبراير 2019، خلال «الطريق إلى دبل اور ناثينج» ، أعلن «كودي» عن الإصدار الثاني من مباراة " Over the Budget Battle Royale"، بمشاركة مبدئيًا هم: سوني كيس وكيب سابين وبرندون كاتلر.

### كازينو باتل رويل
قانون المباراة خمس مصارعين سيبدئون المباراة وكل 3 دقائق سيدخل خمس مصارعين اخرين، حتي يكتمل عدد 21 مصارع اخر مصارع يبقي في الحلبة سياخذ فرصة للقاء الفائز في الحدث الرئيسي علي لقب AEW العالم للوزن الثقيل
جدول يوضح ترتيب المصارعين في مباراة الكازينو باتل رويال
| السحب    | اسم المصارع           | رقم الدخول | اُقصي بواسطة             | عدد المصارعين الذي اقصاهم |
| -------- | --------------------- | ---------- | ----------------------- | ------------------------- |
| الأسباتي | داستن توماس           | 10         | ام جي اف                | 1                         |
| الأسباتي | ام جي اف              | 20         | ادم بيج                 | 3                         |
| الأسباتي | ساني داز              | 2          | جلايسير                 | 1                         |
| الأسباتي | براندون كاتلر         | 12         | ام جي اف                | 1                         |
| الأسباتي | مايكل ناكازاوا        | 1          | ساني داز                | 0                         |
| الديناري | ايسيا كاسيدي          | 5          | لوتشا سوروس             | 1                         |
| الديناري | جيمي هافوك            | 18         | لوتشا سوروس             | 2                         |
| الديناري | جوي جانيلا            | 13         | لوتشا سوروس             | 0                         |
| الديناري | براين بيلي مان جونيور | 4          | ايسيا كاسيدي ومارق كوين | 0                         |
| الديناري | شون سبيارس            | 9          | داستن توماس             | 0                         |
| القلب    | بيلي جان              | 11         | براندون كاتلر           | 0                         |
| القلب    | جلاسير                | 3          | ام جي اف                | 1                         |
| القلب    | جانجل بوي             | 17         | جيمي هافوك              | 1                         |
| القلب    | مارق كوين             | 6          | لوتشا سوروس             | 1                         |
| القلب    | ايس روميرو            | 8          | جانجل بوي               | 1                         |
| البستوني | لوتشا سورس            | 19         | ادم بيج                 | 4                         |
| البستوني | ماركو ستانت           | 7          | ايس روميرو              | 0                         |
| البستوني | سوني كيس              | 14         | تومي دريمر              | 0                         |
| البستوني | تومي دريمر            | 16         | جيمي هافوك              | 2                         |
| البستوني | اورنج كاسيدي          | 15         | تومي دريمر              | 0                         |
| الجوكر   | هانج مان ادم بيج      | -          | الفائز بالمباراة        | 2                         |

## نتائج العرض
جاءت نتائج العرض كالتالي 
| ترتيب المباراة    | المباراة | نوع المباراة | الوقت الذي استغرقته المباراة بالدقائق | الملاحظات     |
| ----------------- | --- | --- | ------------------------------------- | ------------- |
| 1 العرض الافتتاحي | ادم بيج هزم ام جي اف اخر من تم اقصاءه في المباراة                                                                      | مباراة كازينو باتل رويال 21 مصارع لتحديد المصارع هوية المصارع الأول الذي سيواجه الفائز بمباراة الحدث الرئيسي في مباراة مستقبليه لتحديد البطل الأول لـبطولة AEW للعالم | 16:00                                 | [ 37 ] [ 38 ] |
| 2 العرض الافتتاحي | كيب سابين يهزم سامي جيوفارا                                                                                            | مباراة فردية | 10:00                                 | [ 39 ]        |
| 3                 | اس سي يو (فرانكي كازاريان وكريستوفر دانيالز وسكوربيو سكاي) يهزمون فريق ذا سترونج هارتس (شيما وتي -هاوك وايل ليندا مان) | مباراة ست رجال فرق | 13:40                                 | [ 40 ] [ 41 ] |
| 4                 | دكتور بريت باكير تهزم اللي واوسم كونغ برفقة برندي رودز ونايلا روز                                                      | مباراة نساء قاتلة رباعية | 11:10                                 |               |
| 5                 | فريق أفضل الاصدقاء (تشاك تيلور وترينت باريتا) يهزمان فريق انجيلكو وجاك ايفانز                                          | مباراة فرق | 12:35                                 | [ 42 ]        |
| 6                 | هيكارو شادو وريهو وريو ميزونامي تهزمن فريق اجا كونج وايمي ساكورا ويوكا ساكازاكي                                        | مباراة ستة نساء فرق | 13:10                                 | [ 43 ]        |
| 7                 | كودي رودز برفقة برندي رودز يهزم داستن رودز                                                                             | مباراة فردية | 22:30                                 |               |
| 8                 | فريق اليونج باكس (مات جاكسون ونيك جاكسون) (ب) يهزما فريق لوتشا بروس (بينتاجون جونيور وراي فينيكس)                      | مباراة فرق للحفاظ علي لقب تربل ايه للفرق | 24:55                                 |               |
| الحدث الرئيسي     | كريس جيركو يهزم كيني اوميغا                                                                                            | مباراة فردية لمواجهة ادم بيج الفائز بمباراة الكازينو باتل رويال في العرض الافتتاحي في مباراة مستبقلية لتحديد أول بطل لـبطولة AEW للعالم                               | 27:00                                 | [ 44 ]        |

## روابط خارجية
- ايه اي دبليو دابل اور ناثينج 2019 على موقع IMDb (الإنجليزية)
- ايه اي دبليو دابل اور ناثينج 2019 على موقع قاعدة بيانات الفيلم (الإنجليزية)
- ايه اي دبليو دابل اور ناثينج 2019 على موقع كينوبويسك (الروسية)
- الموقع الرسمي
- تويتر الرسمي